# المدينة العتيقة للصويرة
المدينة العتيقة للصويرة (موڭادور سابقا). هي الجزء المحاط بالأسوار في مدينة الصويرة تم تسجيلها ضمن مواقع التراث العالمي لمنظمة اليونيسكو لتصبح ضمن قائمة مواقع التراث العالمي في المغرب سنة 2001. تعد المدينة العتيقة للصويرة من مدن القرن السابع عشر المحصنة بالمغرب وشمال إفريقيا وفقا للأسس الهندسية العسكرية لذلك العصر. ونموذجا لتمازج الهندستين الأروبية والإسلامية في ذلك العهد، تضم المدينة العتيقة للصويرة ميناء تجاريا لعب دورا تاريخيا في ربط المغرب والصحراء وأوروبا والعالم الجديد، وكل هذا يجعل من المدينة العتيقة للصويرة وجهة سياحية كبيرة، حيث يأتي الكثير من السياح الأجانب والمغاربة لزيارتها والاستمتاع بمآثرها التاريخية واكتشاف الثقافة المحلية العريقة لمدينة الصويرة.

## المعالم التاريخية

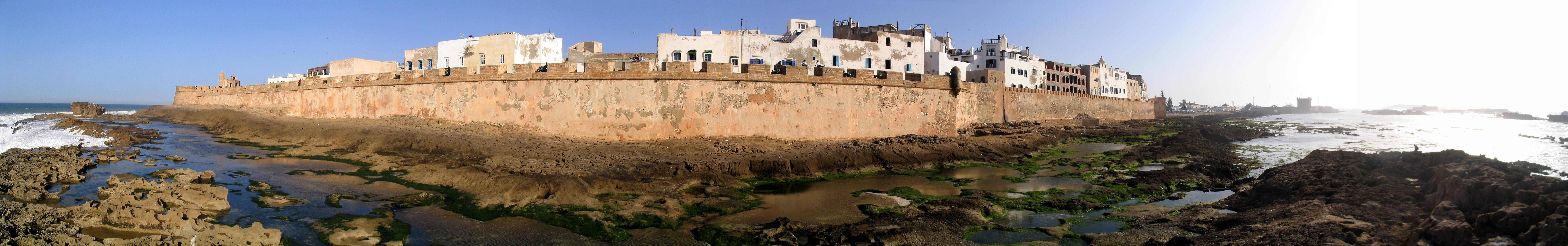
صورة بانورامية للمدينة العتيقة

- باب دكالة (الصويرة)
- سقالة المرسى
- أسوار الصويرة التاريخية
- ساحة مولاي الحسن
- الحي اليهودي الملاح
- سقالة القصبة
- ميناء الصويرة
- متحف سيدي محمد بن عبد الله
- مسجد القصبة العتيق.
- مسجد سيدي أحمد بن محمد العتيق.
- دار الصويري (السكارة)

## معرض الصور

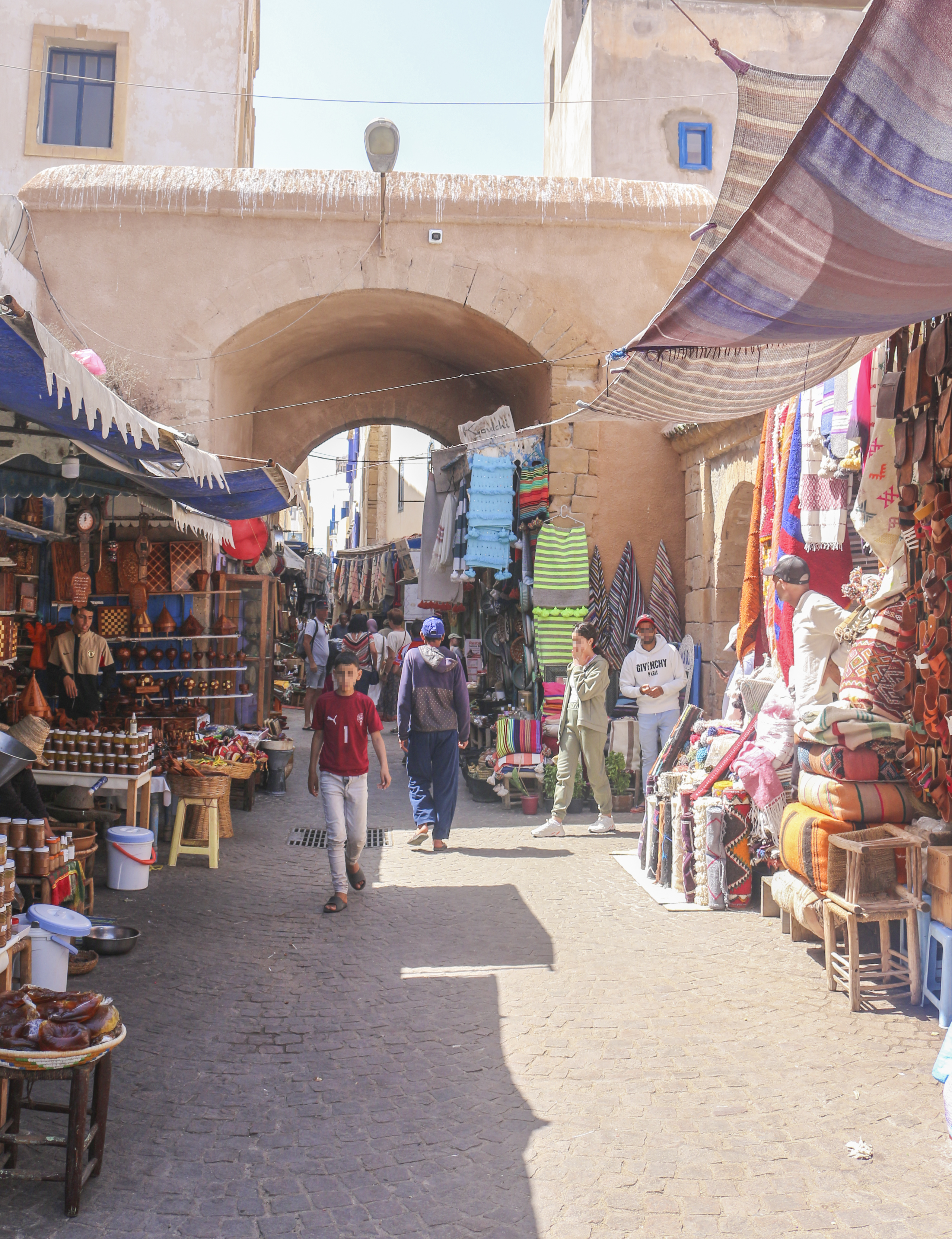
بوابة في المدينة العتيقة للصويرة
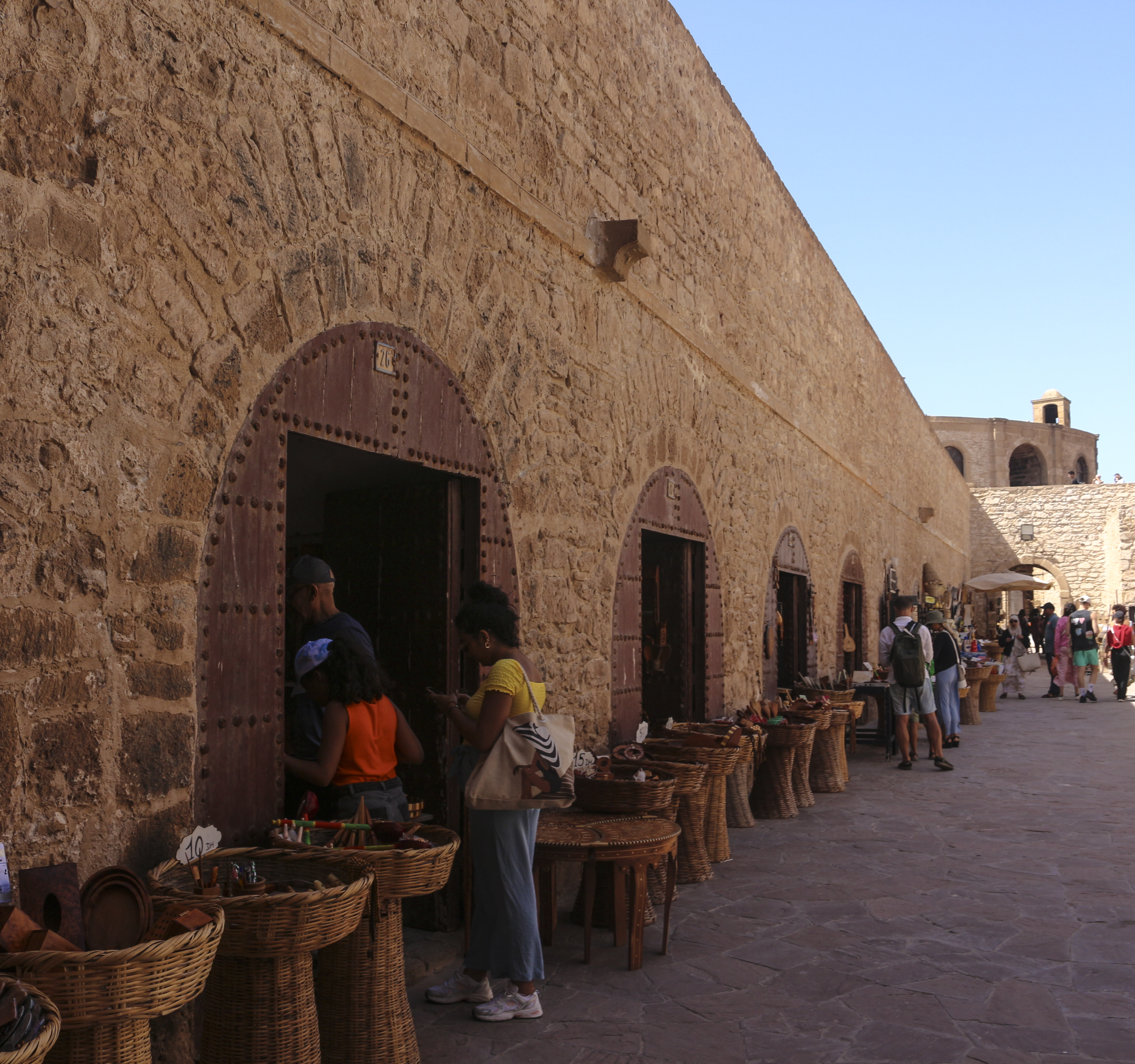
سوق للصناعة التقليدية بمدينة الصويرة
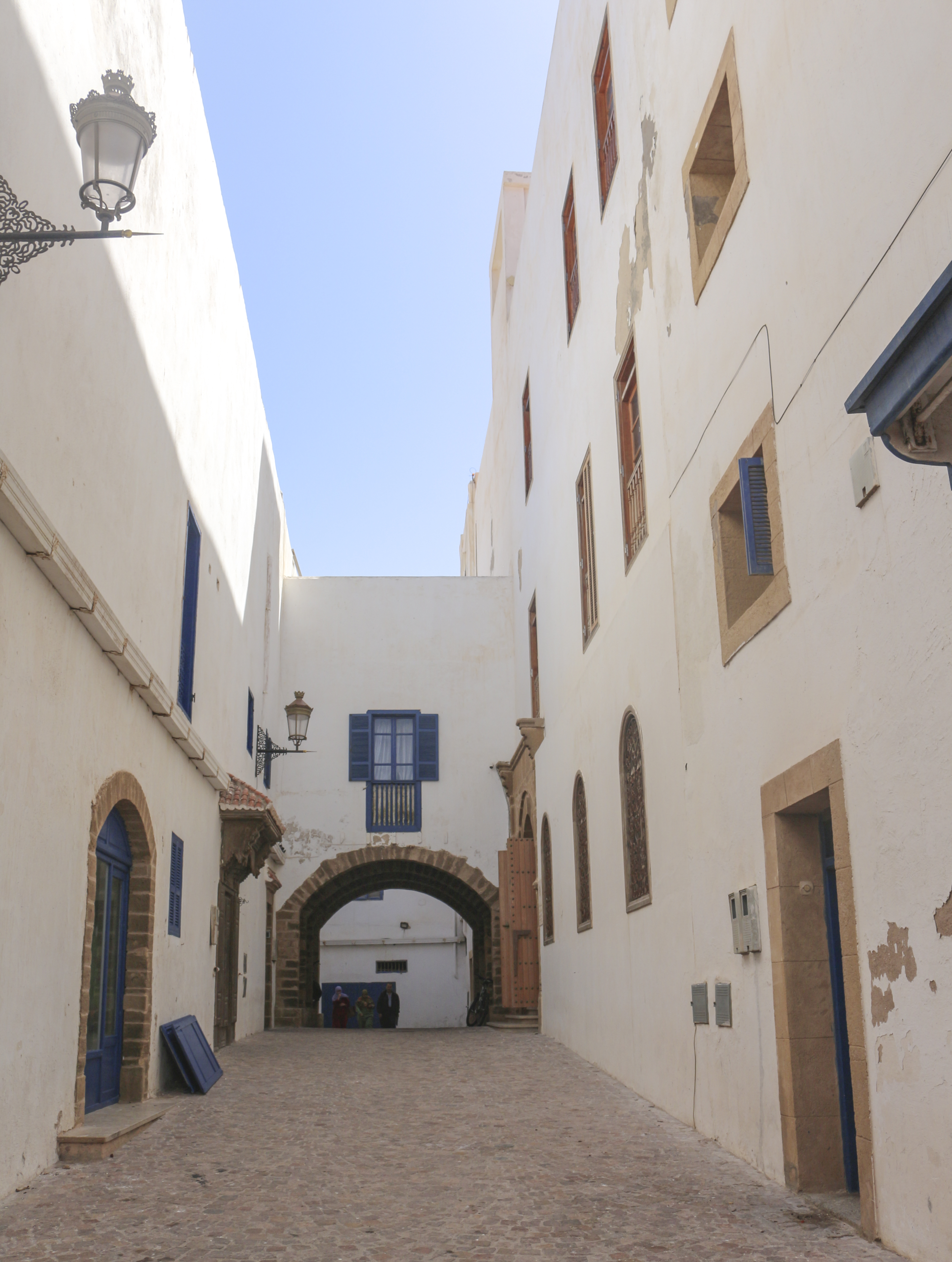
من أبواب مدينة الصويرة
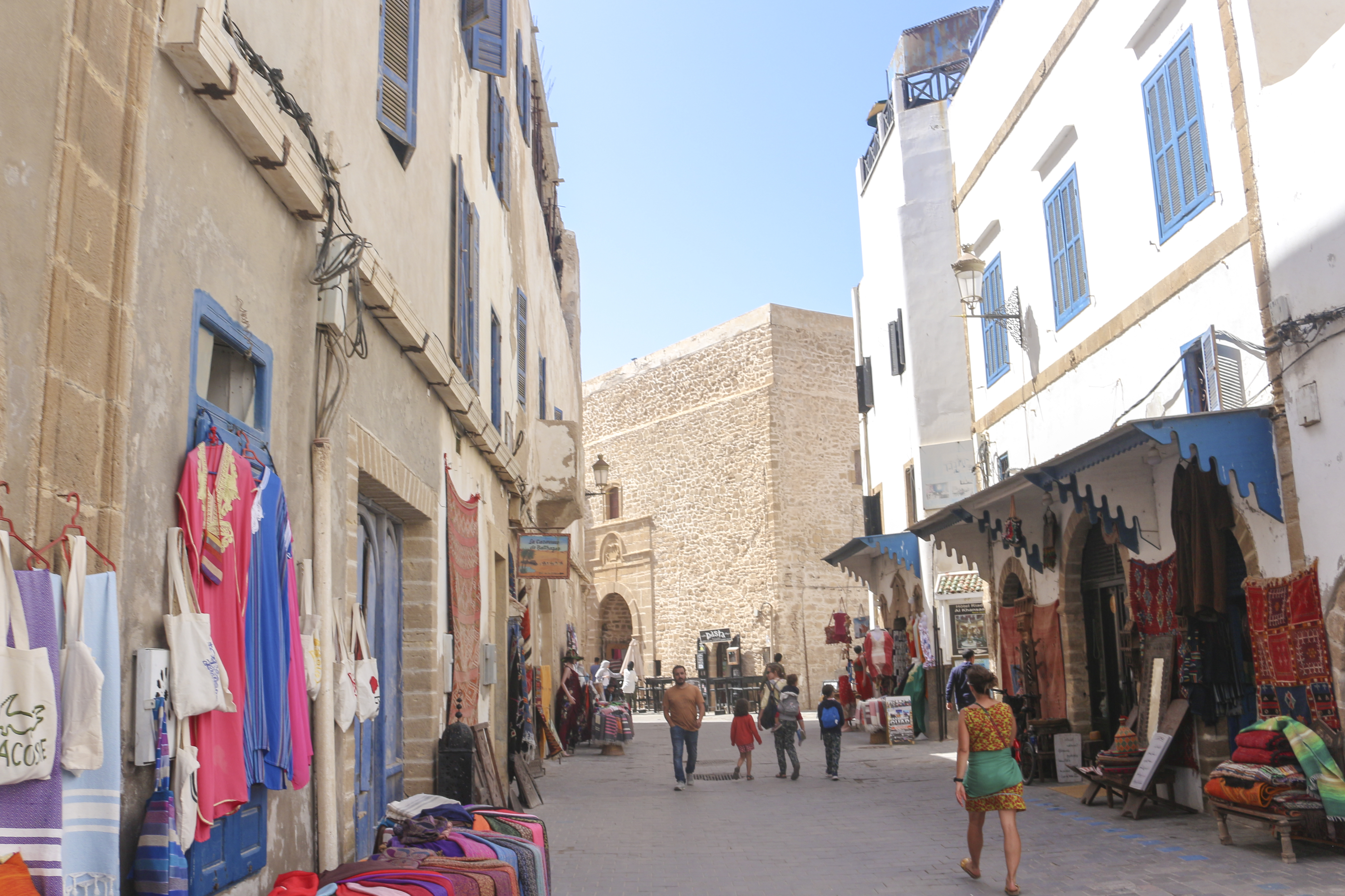
من شوارع المدينة العتيقة
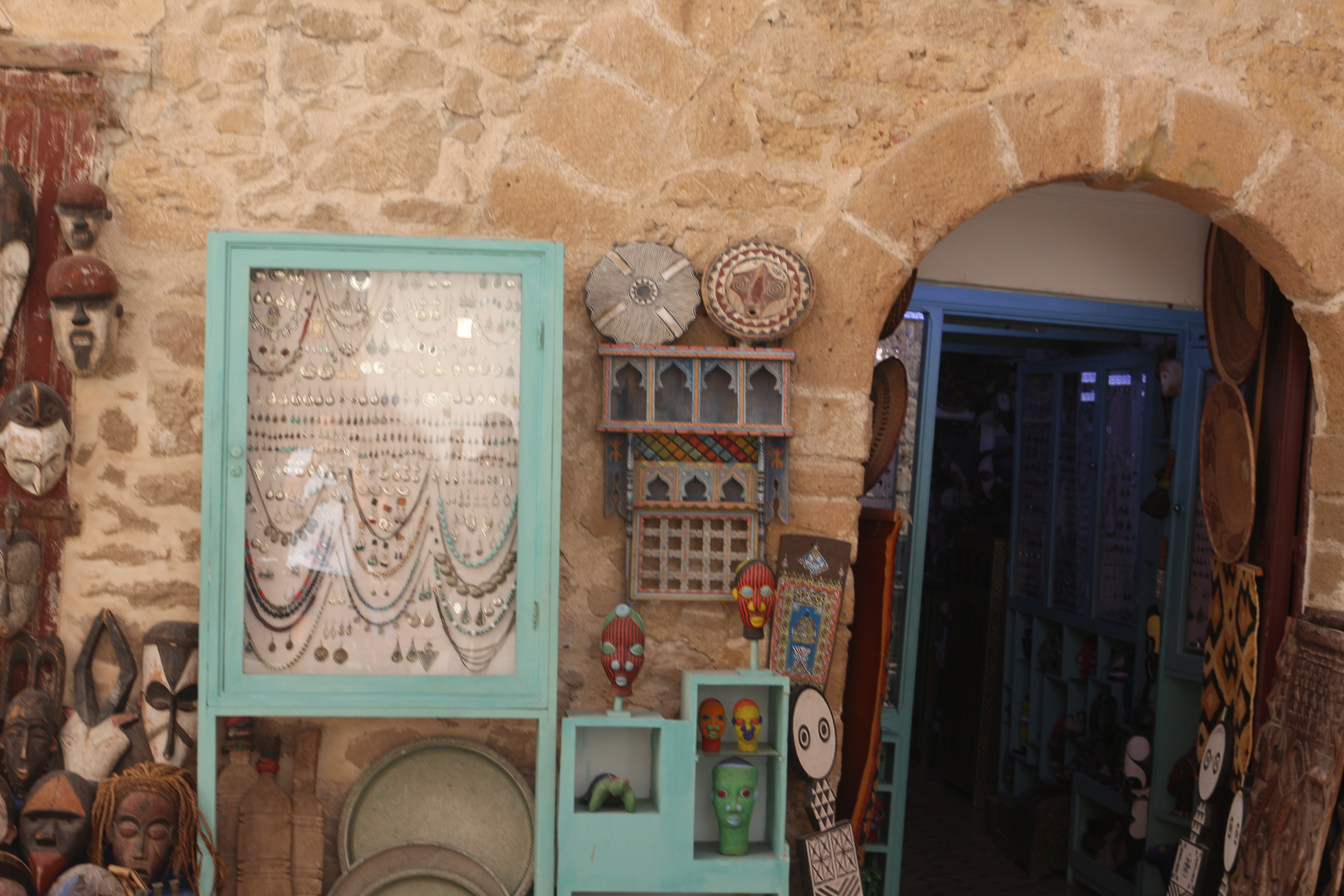
منتجات الصناعة التقليدية من الصويرة

## وصلات خارجية
- مدينة الصويرة في موقع اليونسكو
- قائمة المدن المغربية ضمن قائمة التراث العالمي بالمغرب (وزارة الثقافة)